# Swetła Daskałowa
Swetła Rajkowa Daskałowa (bułg. Светла Райкова Даскалова; ur. 18 listopada 1921 w Sofii, zm. 25 lipca 2008 w Sofii) – bułgarska polityk i prawnik, minister sprawiedliwości (1966–1990), deputowana do Wielkiego Zgromadzenia Narodowego 3. (1957–1962), 4. (1962–1966), 5. (1966–1971), 6. (1972–1976), 7. (1976–1981), 8. (1981–1986) i 9 (1986–1990) kadencji.

## Życiorys
Była córką polityka i dyplomaty Rajko Daskałowa i Neweny. W 1944 ukończyła gimnazjum w Sofii i podjęła studia prawnicze na uniwersytecie sofijskim. Po przewrocie komunistycznym we wrześniu 1944 zaangażowała się w działalność Bułgarskiego Ludowego Związku Chłopskiego (BZNS), kierowanego przez Nikołę Petkowa. Pełniła funkcję sekretarza grupy parlamentarnej BZNS w Zgromadzeniu Narodowym. W 1951 aresztowana przez funkcjonariuszy Bezpieczeństwa Państwowego, spędziła kilka miesięcy w więzieniu. Po uwolnieniu rozpoczęła pracę w zawodzie adwokata.
W latach 1955–1962 zajmowała się pracą naukową w instytucie prawa Bułgarskiej Akademii Nauk. OD 1958 działała w nowym BZNS, pozostającym pod pełną kontrolą władz komunistycznych i reprezentowała tę partię w Zgromadzeniu Narodowym. W 1966 objęła stanowisko ministra sprawiedliwości, które pełniła do 1990. Była także członkinią Rady Narodowej Frontu Ojczyźnianego i Komitetu Kobiet Bułgarskich. W marcu 1990 wycofała się z działalności politycznej.
Była mężatką (mąż Władimir Wampirski był adwokatem).